# 베스트아그데르주

베스트아그데르주의 위치

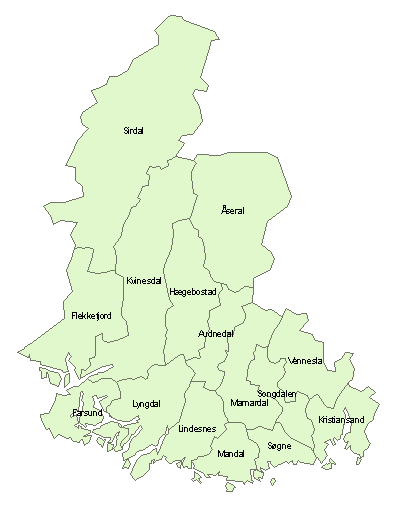
베스트아그데르주의 지방 자치체

베스트아그데르주(노르웨이어: Vest-Agder fylke)는 노르웨이 남서부에 위치했던 폐지된 주이다. 주도는 크리스티안산이며 면적은 7,276km2, 인구는 177,906명(2014년 기준), 인구 밀도는 24명/km2이다. 서쪽으로는 로갈란주, 동쪽으로는 에우스트아그데르주, 남쪽으로는 북해와 접한다. 15개 지방 자치체를 관할한다.
2020년 1월 1일부로 에우스트아그데르주와 통폐합되어 아그데르주가 신설되면서 폐지되었다.

베스트아그데르주의 문장

## 인구
| 연도                       | 인구    | ±%     |
| -------------------------- | ------- | ------ |
| 1951                       | 96,942  | —      |
| 1961                       | 109,083 | +12.5% |
| 1971                       | 124,171 | +13.8% |
| 1981                       | 136,718 | +10.1% |
| 1991                       | 145,091 | +6.1%  |
| 2001                       | 156,878 | +8.1%  |
| 2011                       | 172,408 | +9.9%  |
| Source: Statistics Norway. |         |        |

## 같이 보기
- 에우스트아그데르주
- 쇠를란데트
- 아그데르주